# 한국SF컨벤션
한국SF컨벤션(Korea SF Convention)은 다양한 SF 장르를 망라하는 전시 및 참여행사이다.

## 역사
1999년 3월에 PC통신 천리안, 유니텔, 하이텔, 나우누리 등에서 활동하던 SF 동호인들이 SF컨벤션협회를 출범하였다. 이후 99년 6월에 코엑스에서 열린 99서울국제도서전에서 부스 두 개를 빌려 SF도서전을 열었다. 2000년 2월에 「제1회 한국SF 컨벤션」을 목표로 하였다.

## 회차 정보
| 회 | 일자               | 장소                 | 참석자 수 | 초대 연사      | 비고                                    |
| -- | ------------------ | -------------------- | --------- | -------------- | --------------------------------------- |
| 0  | 1999년 6월 1~6일   | 서울 코엑스          |           |                | 99서울국제도서전 부스 참여              |
| 1  | 2001년 7월 28~29일 | 서울 애니메이션 센터 |           | 고유성         |                                         |
| 2  | 2008년 4월 19~20일 | 대전 꿈돌이랜드      |           |                | 2008 꿈돌이 사이언스 페스티벌 부속 행사 |
| 3  | 2018년 11월 4일    | 서울시립과학관       |           | 고유성, 장강명 |                                         |
| 4  | 2019년 9월 28~29일 | 서울시립과학관       |           |                |                                         |